# Нарходжаев, Файзулла
Файзулла Нарходжаев — советский хозяйственный, военный и политический деятель, генерал-лейтенант.

## Биография
Родился в 1911 году в кишлаке Кизилтепа. Член КПСС.
С 1929 года — на военной службе, общественной и политической работе. В 1929—1971 гг. — командир взвода, начальник разведки дивизиона, начальник штаба артиллерийского полка, участник Великой Отечественной войны, командир 152-го гвардейского противотанкового артиллерийского Раздольненского Краснознамённого полка 4-го гвардейского Кубанского казачьего Краснознамённого кавалерийского корпуса, командир гвардейской противотанковой артиллерийской бригады, командир бригады, дивизии, корпуса, начальник артиллерии армии в Советской Армии, командир артиллерии Северной группы войск, заместитель начальника артиллерии, заместитель командующего Краснознамённым Туркестанским военным округом, председатель Ташкентского совета ветеранов войны.
Избирался депутатом Верховного Совета Узбекской ССР 7-го созыва.
Умер в Ташкенте в 1983 году, похоронен на Боткинском кладбище Ташкента.